# Dolenja vas, Cerknica
Dolenja vas je razpotegnjeno naselje v Občini Cerknica, ki leži na severozahodnem delu Cerkniškega polja.
Naselje z značilnimi kmečkimi domovi je razpotegnjeno na obeh bregovih reke Cerkniščice do poplavnega območja Cerkniškega jezera. Cerkniščica in Stržen ponikata v številnih požiralnikih na zahodnem robu Cerkniškega polja, zlasti v jamah Velika in Mala Karlovica, Svinjska jama in Narti. Od tod odteka voda podzemeljsko v Rakov Škocjan, kjer priteče na dan iz Zelških jam pod malim naravnim mostom.
Do prve svetovne vojne je bilo kmetijstvo in sezonsko tesarsko delo pomemben del zaslužka. Med obema svetovnima vojnama je postal glavni vir dohodka les javorniških gozdov, zdaj pa je večina prebivalstva zaposlenih v cerkniški industriji in storitvenih dejavnostih, dopolnilna dejavnost je živinoreja.
Nad Svinjsko jamo so ohranjene razvaline gradu Karlovice. Ob vhodu v jamo Velike Karlovice je vzidana spominska plošča, posvečena raziskovalcem vodnih razmer na Cerkniškem polju.
V vasi stoji podružnična cerkev svetega Lovrenca, ki ima na portalu vklesano letnico 1616. V cerkvi so ohranjeni trije oltarji, od katerih izstopa »zlati« oltar svete Marjete.
V Dolenji vasi je ustvarjal slikar Lojze Perko, rodil pa slovenski risar in slikar Franjo Sterle.

## Arheološka najdišča
Na hribu Cvinger (610 m) v bližini vasi je bilo prazgodovinsko gradišče, prav tako na vzpetini Tržišče zahodno od vasi. Tržišče sodi med večja gradišča na Notranjskem, saj ima naselbinski obrambni nasip ohranjen v obsegu več kot 200 metrov. Prav tako so dobro vidni ostanki dveh prečnih nasipov, ki sta poselitveni prostor razdelila na tri dele. Izven naselja je bilo že leta 1886 odkrito žarno grobišče iz železne dobe.